# Puchar Europy Mistrzów Klubowych (1961/1962)
W sezonie 1961/1962 rozegrano siódmą edycję Pucharu Europy Mistrzów Klubowych (ang. European Champion Clubs' Cup), którego kontynuacją jest dzisiejsza Liga Mistrzów UEFA. W turnieju wystąpiło dwadzieścia dziewięć drużyn. Mecz finałowy rozegrany 2 maja 1962 na Stadionie Olimpijskim w Amsterdamie zakończył się zwycięstwem Benfiki nad Realem Madryt 5:3.

## Runda wstępna
| Drużyna 1        | Wynik dwumeczu | Drużyna 2         | Pierwszy mecz | Drugi mecz |
| ---------------- | -------------- | ----------------- | ------------- | ---------- |
| 1. FC Nürnberg   | 9:1            | Drumcondra        | 5:0           | 4:1        |
| Vorwärts Berlin  | 3:0            | Linfield          | 3:0           | (w/o)      |
| AS Monaco        | 4:6            | Rangers           | 2:3           | 2:3        |
| CDNA Sofia       | 5:6            | Dukla Praga       | 4:4           | 1:2        |
| IFK Göteborg     | 2:11           | Feyenoord         | 0:3           | 2:8        |
| Servette FC      | 7:1            | Hibernians        | 5:0           | 2:1        |
| Vasas            | 1:5            | Real Madryt       | 0:2           | 1:3        |
| Standard Liège   | 4:1            | Fredrikstad       | 2:1           | 2:0        |
| Spora            | 2:15           | B 1913            | 0:6           | 2:9        |
| Górnik Zabrze    | 5:10           | Tottenham Hotspur | 4:2           | 1:8        |
| Sporting CP      | 1:3            | FK Partizan       | 1:1           | 0:2        |
| Panathinaikos AO | 2:3            | Juventus F.C.     | 1:1           | 1:2        |
| CCA Bukareszt    | 0:2            | Austria Wiedeń    | 0:0           | 0:2        |

### Pierwsze mecze
| 23.08.1961 | 1. FC Nürnberg · Müller 10' · Strehl 15', 23' · Gettinger 47', 73' | 5:03:0 | Drumcondra | Frankenstadion, Norymberga Widzów: 30.645 Sędzia: Pieter Paulus Roomer |
|            |                                                                    |        |            |                                                                        |

| 30.08.1961 | Vorwärts Berlin · Kohle 9', 38' · Wirth 50' | 3:02:0 | Linfield F.C. | Friedrich-Ludwig-Jahn Spotrpark, Berlin Widzów: 15.626 Sędzia: Einar Boström |
|            |                                             |        |               |                                                                              |

| 05.09.1961 | AS Monaco · Hess 61' · Carlier 75' (k.) | 2:30:2 | Rangers · Baxter 9' · Scott 25', 84' | Stadion Ludwika II, Monako Widzów: 6.024 Sędzia: Daniel Zariquiegui |
|            |                                         |        |                                      |                                                                     |

| 06.09.1961 | CDNA Sofia · Rankow 32' · Rakarow 49' · Romanow 64', 86' | 4:41:2 | Dukla Praga · Jelínek 35' · Kučera 42' · Dvořák 53' · Adamec 60' | Stadion Wasyla Lewskiego, Sofia Widzów: 23.000 Sędzia: Bronisław Biłak |
|            |                                                          |        |                                                                  |                                                                        |

| 06.09.1961 | IFK Göteborg | 0:3 | Feyenoord · Bouwmeester 32' · Bennaars 33' · Temming 42' | Ullevi, Göteborg Widzów: 5.431 Sędzia: Einar Poulsen |
|            |              |     |                                                          |                                                      |

| 06.09.1961 | Servette FC · Robbiani 5', 30' · Neméth 21' · Georgy 57' (k.), 71' | 5:03:0 | Hibernians | Stade des Charmilles, Genewa Widzów: 14.739 Sędzia: Cesare Jonni |
|            |                                                                    |        |            |                                                                  |

| 06.09.1961 | Vasas SC | 0:2 | Real Madryt · Tejada 6', 28' | Népstadion, Budapeszt Widzów: 90.000 Sędzia: Marcel Bois |
|            |          |     |                              |                                                          |

| 06.09.1961 | Standard Liège · Dierendonck 5' · Paeschen 70' | 2:11:0 | Fredrikstad FK · Borgersen 60' | Stade Sclessin, Liège Widzów: 23.546 Sędzia: Reginald James Leafe |
|            |                                                |        |                                |                                                                   |

| 07.09.1961 | Spora Luksemburg | 0:60:3 | B 1913 Odense · Löfqvist 6' · Remy 36' (sam.) · Bruun 39' · Rasmussen 52', 66' · Hansen 55' | Stade Josy Barthel, Luksemburg Widzów: 3.000 Sędzia: Günther Ternieden |
|            |                  |        |                                                                                             |                                                                        |

| 13.09.1961 | Górnik Zabrze · Norman 8' (sam.) · Musiałek 20' · Wilczek 40' · Pohl 48' | 4:23:0 | Tottenham Hotspur · Jones 70' · Dyson 73' | Stadion Śląski, Chorzów Widzów: 55.000 Sędzia: Arthur Blavier |
|            |                                                                          |        |                                           |                                                               |

| 13.09.1961 | Sporting CP · Lúcio 87' | 1:10:0 | FK Partizan · Vukelić 68' | Estádio da Luz, Lizbona Widzów: 16.302 Sędzia: Josef Gulde |
|            |                         |        |                           |                                                            |

| 20.09.1961 | Panathinaikos AO · Papaemmanouil 65' | 1:10:1 | Juventus · Mora 44' | Leoforos, Ateny Widzów: 23.904 Sędzia: Karol Galba |
|            |                                      |        |                     |                                                    |

| 21.09.1961 | CCA Bukareszt | 0:0 | Austria Wiedeń | Stadionul Național, Bukareszt Widzów: 41.743 Sędzia: Konstantin Zečević |
|            |               |     |                |                                                                         |

### Rewanże
| 13.09.1961 | Drumcondra · Fullam 16' | 1:41:1 | 1. FC Nürnberg · Strehl 15', 47', 52', 65' | Tolka Park, Dublin Widzów: 10.997 Sędzia: Andries van Leeuwen |
|            |                         |        |                                            |                                                               |

| 12.09.1961 | Rangers · Christie 48', 67' · Scott 82' | 3:20:1 | AS Monaco · Hess 18', 77' | Ibrox Park, Glasgow Widzów: 67.501 Sędzia: Juan Gardeazábal |
|            |                                         |        |                           |                                                             |

| 13.09.1961 | Dukla Praga · Kučera 53' · Šafránek 70' | 2:10:1 | CDNA Sofia · Rankow 43' | Stadion Juliska, Praga Widzów: 13.142 Sędzia: Grzegorz Prącik |
|            |                                         |        |                         |                                                               |

| 13.09.1961 | Feyenoord · Temming 3', 88' · Bennaars 9', 80' · Schouten 20' · Bouwmeester 44', 58', 59' | 8:24:0 | IFK Göteborg · Danielsson 70' · Svensson 73' | Feijenoord Stadion, Rotterdam Widzów: 33.577 Sędzia: Carl Frederick Jørgensen |
|            |                                                                                           |        |                                              |                                                                               |

| 20.09.1961 | Hibernians · Sultana 60' | 1:20:1 | Servette FC · Wüthrich 42' · Robbiani 78' | Grasso Ground, Valletta Widzów: 4.853 Sędzia: Gennaro Marchese |
|            |                          |        |                                           |                                                                |

| 20.09.1961 | Real Madryt · Di Stéfano 13', 58' · Tejada 89' | 3:11:1 | Vasas SC · Pál I 12' | Estadio Santiago Bernabéu, Madryt Widzów: 70.000 Sędzia: Maurice Guigue |
|            |                                                |        |                      |                                                                         |

| 20.09.1961 | Fredrikstad FK | 0:20:0 | Standard Liège · Claessen 68', 79' | Bislett Stadion, Oslo Widzów: 25.074 Sędzia: Kenneth George Aston |
|            |                |        |                                    |                                                                   |

| 13.09.1961 | B 1913 Odense · Andersen 38' (k.), 76', 77' · Löfqvist 45', 56', 61', 82', 86' · Rasmussen 63' | 9:22:2 | Spora Luksemburg · Bruns 10' · Leer 30' | Odense Stadion, Odense Widzów: 9.643 Sędzia: Werner Treichel |
|            |                                                                                                |        |                                         |                                                              |

| 20.09.1961 | Tottenham Hotspur · Blanchflower 8' (k.) · Jones 20', 41', 43' · Smith 45', 70' · Dyson 78' · White 85' | 8:15:1 | Górnik Zabrze · Pohl 26' | White Hart Lane, Londyn Widzów: 56.737 Sędzia: Lucien Van Nuffel |
|            | |        |                          |                                                                  |

| 20.09.1961 | FK Partizan · Radović 18' · Vislavski 87' | 2:01:0 | Sporting CP | JNS Stadion, Belgrad Widzów: 19.755 Sędzia: Daniel Mellet |
|            |                                           |        |             |                                                           |

| 27.09.1961 | Juventus · Nicolè 20' · Rossano 24' | 2:12:0 | Panathinaikos AO · Holevas 62' (k.) | Stadio Comunale, Turyn Widzów: 19.452 Sędzia: Alois Obtulovic |
|            |                                     |        |                                     |                                                               |

| 28.09.1961 | Austria Wiedeń · Stotz 38' (k.) · Nemec 40' | 2:0 | CCA Bukareszt | Praterstadion, Wiedeń Widzów: 38.490 Sędzia: Branko Tešarić |
|            |                                             |     |               |                                                             |

## I runda
| Drużyna 1       | Wynik dwumeczu | Drużyna 2         | Pierwszy mecz | Drugi mecz |
| --------------- | -------------- | ----------------- | ------------- | ---------- |
| B 1913          | 0:12           | Real Madryt       | 0:3           | 0:9        |
| Fenerbahçe SK   | 1:3            | 1. FC Nürnberg    | 1:2           | 0:1        |
| Standard Liège  | 7:1            | Haka              | 5:1           | 2:0        |
| Austria Wiedeń  | 2:6            | SL Benfica        | 1:1           | 1:5        |
| Feyenoord       | 2:4            | Tottenham Hotspur | 1:3           | 1:1        |
| Servette FC     | 4:5            | Dukla Praga       | 4:3           | 0:2        |
| FK Partizan     | 1:7            | Juventus F.C.     | 1:2           | 0:5        |
| Vorwärts Berlin | 2:6            | Rangers           | 1:2           | 1:4        |

### Pierwsze mecze
| 18.10.1961 | B 1913 Odense | 0:30:1 | Real Madryt · Puskás 15', 83' · Tejada 87' | Odense Stadion, Odense Widzów: 27.584 Sędzia: Lucien van Nuffel |
|            |               |        |                                            |                                                                 |

| 18.10.1961 | Fenerbahçe SK · Can 65' | 1:20:0 | 1. FC Nürnberg · Flachenecker 53' · Strehl 56' | Kendi Stadyumu Dolmabahçe, Stambuł Widzów: 13.743 Sędzia: János Posa Polareczki |
|            |                         |        |                                                |                                                                                 |

| 24.10.1961 | Standard Liège · Dierendonck 12' · Claessen 33', 61', 75' · Paeschen 78' | 5:12:0 | FC Haka · Kumpulampi 76' | Stade Sclessin, Liège Widzów: 25.391 Sędzia: Valdemar Hansen |
|            |                                                                          |        |                          |                                                              |

| 31.10.1961 | Austria Wiedeń · Stark 69' | 1:10:1 | SL Benfica · José Águas 31' | Praterstadion, Wiedeń Widzów: 78.883 Sędzia: Joseph Barberán |
|            |                            |        |                             |                                                              |

| 01.11.1961 | Feyenoord · Kreijermaat 60' | 1:30:1 | Tottenham Hotspur · Dyson 42' · Saul 48', 73' | Feijenoord Stadion, Rotterdam Widzów: 33.577 Sędzia: Leif Gulliksen |
|            |                             |        |                                               |                                                                     |

| 05.11.1961 | Servette FC · Fatton 19', 67', 88' · Robbiani 84' | 4:31:2 | Dukla Praga · Adamec 7', 58' · Vacenovský 38' | Stade des Charmilles, Genewa Widzów: 25.644 Sędzia: Gino Rigato |
|            |                                                   |        |                                               |                                                                 |

| 08.11.1961 | FK Partizan · Vasović 76' | 1:20:1 | Juventus · Nicolè 34' · Rossano 72' | JNS Stadion, Belgrad Widzów: 37.404 Sędzia: Victor Schicker |
|            |                           |        |                                     |                                                             |

| 15.11.1961 | Vorwärts Berlin · Kohle 27' | 1:2 | Rangers · Caldow 28' (k.) · Brand 43' | Friedrich-Ludwig-Jahn Spotrpark, Berlin Widzów: 14.268 Sędzia: Johan Heinrich Martens |
|            |                             |     |                                       |                                                                                       |

### Rewanże
| 25.10.1961 | Real Madryt · Puskás 7' · del Sol 25', 30' · Di Stéfano 35', 43', 73' · Gento 55', 57' · Isidro 88' | 9:05:0 | B 1913 Odense | Estadio Santiago Bernabéu, Madryt Widzów: 54.000 Sędzia: Raymond Lespineux |
|            | |        |               |                                                                            |

| 03.12.1961 | 1. FC Nürnberg · Wild 72' | 1:00:0 | Fenerbahçe SK | Frankenstadion, Norymberga Widzów: 42.641 Sędzia: Andor Dorogi |
|            |                           |        |               |                                                                |

| 02.11.1961 | FC Haka | 0:20:0 | Standard Liège · Semmeling 78' · Niittymäki 87' (sam.) | Tehtaankenttä, Valkeakoski Widzów: 2.401 Sędzia: Jarl Hansen |
|            |         |        |                                                        |                                                              |

| 08.11.1961 | SL Benfica · Santana 4', 82' · José Águas 36', 44' · Eusébio 68' | 5:13:0 | Austria Wiedeń · Fernandes 80' (sam.) | Estádio da Luz, Lizbona Widzów: 78.000 Sędzia: Marcel Bois |
|            |                                                                  |        |                                       |                                                            |

| 15.11.1961 | Tottenham Hotspur · Dyson 10' | 1:1 | Feyenoord · Bennaars 8' | White Hart Lane, Londyn Widzów: 61.957 Sędzia: Birger Nilsen |
|            |                               |     |                         |                                                              |

| 22.11.1961 | Dukla Praga · Kučera 24', 27' | 2:0 | Servette FC | Na Julisce, Praga Widzów: 9.585 Sędzia: Giuseppe Adami |
|            |                               |     |             |                                                        |

| 15.11.1961 | Juventus · Nicolè 1' · Mora 36', 61' · Rosa 55' · Stacchini 61' | 5:02:0 | FK Partizan | Stadio Comunale, Turyn Widzów: 13.347 Sędzia: Josef Gulde |
|            |                                                                 |        |             |                                                           |

| 23.11.1961 | Rangers · Henderson 37' · Kalinke 51' (sam.) · McMillan 65', 81' | 4:11:0 | Vorwärts Berlin · Caldow 67' (sam.) | Malmö Stadion, Malmö Widzów: 1.781 Sędzia: Erik Johansson |
|            |                                                                  |        |                                     |                                                           |

## 1/4 finału
| Drużyna 1      | Wynik dwumeczu | Drużyna 2         | Pierwszy mecz | Drugi mecz |
| -------------- | -------------- | ----------------- | ------------- | ---------- |
| 1. FC Nürnberg | 3:7            | SL Benfica        | 3:1           | 0:6        |
| Standard Liège | 4:3            | Rangers           | 4:1           | 0:2        |
| Juventus F.C.  | 1:11           | Real Madryt       | 1:0           | 0:1        |
| Dukla Praga    | 2:4            | Tottenham Hotspur | 1:0           | 1:4        |

1Real wygrał z Juventusem 3:1 w decydującym o awansie do 1/2 finału meczu.

### Pierwsze mecze
| 01.02.1962 | 1. FC Nürnberg · Flachenecker 32', 85' · Strehl 39' | 3:12:1 | SL Benfica · Cavém 10' | Frankenstadion, Norymberga Widzów: 41.010 Sędzia: Thomas Wharton |
|            |                                                     |        |                        |                                                                  |

| 07.02.1962 | Standard Liège · Claessen 7' · Crossan 42', 51' · Vliers 56' | 4:12:1 | Rangers · Wilson 19' | Stade Sclessin, Liège Widzów: 35.891 Sędzia: Vicente Antonio Caballero |
|            |                                                              |        |                      |                                                                        |

| 14.02.1962 | Juventus | 0:10:0 | Real Madryt · Di Stéfano 69' | Stadio Comunale, Turyn Widzów: 66.403 Sędzia: Albert Dusch |
|            |          |        |                              |                                                            |

| 14.02.1962 | Dukla Praga · Kučera 59' | 1:0 | Tottenham Hotspur | Stadion Václava Vacka, Praga Widzów: 32.475 Sędzia: Josef Stoll |
|            |                          |     |                   |                                                                 |

### Rewanże
| 22.02.1962 | SL Benfica · José Águas 2' · Eusébio 4', 54' · Coluna 20' · José Augusto 62', 78' | 6:03:0 | 1. FC Nürnberg | Estádio da Luz, Lizbona Widzów: 55.000 Sędzia: Gino Rigato |
|            |                                                                                   |        |                |                                                            |

| 14.02.1962 | Rangers · Brand 28' · Caldow 88' (k.) | 2:01:0 | Standard Liège | Ibrox Park, Glasgow Widzów: 76.730 Sędzia: Leopold Sylvain Horn |
|            |                                       |        |                |                                                                 |

| 21.02.1962 | Real Madryt | 0:1 | Juventus · Sívori 38' | Estadio Santiago Bernabéu, Madryt Widzów: 130.000 Sędzia: Maurice Guigue |
|            |             |     |                       |                                                                          |

| 26.02.1962 | Tottenham Hotspur · Smith 10', 53' · MacKay 15', 54' | 4:12:0 | Dukla Praga · Jelínek 46' | White Hart Lane, Londyn Widzów: 55.388 Sędzia: Carl Frederik Jørgensen |
|            |                                                      |        |                           |                                                                        |

### Dodatkowy mecz
| 28.02.1962 | Real Madryt · Felo 1' · del Sol 65' · Tejada 82' | 3:11:1 | Juventus · Sívori 38' | Parc des Princes, Paryż Widzów: 36.750 Sędzia: Pierre Schwinte |
|            |                                                  |        |                       |                                                                |

## 1/2 finału
| Drużyna 1   | Wynik dwumeczu | Drużyna 2         | Pierwszy mecz | Drugi mecz |
| ----------- | -------------- | ----------------- | ------------- | ---------- |
| SL Benfica  | 4:3            | Tottenham Hotspur | 3:1           | 1:2        |
| Real Madryt | 6:0            | Standard Liège    | 4:0           | 2:0        |

### Pierwsze mecze
| 21.03.1962 | SL Benfica · Simões 5' · José Augusto 20', 65' | 3:12:0 | Tottenham Hotspur · Smith 54' | Estádio da Luz, Lizbona Widzów: 60.000 Sędzia: Daniel Mellet |
|            |                                                |        |                               |                                                              |

| 22.03.1962 | Real Madryt · Di Stéfano 24' · Tejada 38', 78' · Casado 48' | 4:02:0 | Standard Liège | Estadio Santiago Bernabéu, Madryt Widzów: 110.000 Sędzia: Joseph Barberán |
|            |                                                             |        |                |                                                                           |

### Rewanże
| 05.04.1962 | Tottenham Hotspur · Smith 34' · Blanchflower 48' (k.) | 2:11:1 | SL Benfica · José Águas 16' | White Hart Lane, Londyn Widzów: 64.448 Sędzia: Age Poulsen |
|            |                                                       |        |                             |                                                            |

| 12.04.1962 | Standard Liège | 0:20:0 | Real Madryt · Puskás 50' · del Sol 59' | Stade Maurice Dufrasne, Liège Widzów: 35.000 Sędzia: Gerhard Schulenburg |
|            |                |        |                                        |                                                                          |

## Finał
| 02.05.1962 | SL Benfica · José Águas 25' · Cavém 34' · Coluna 51' · Eusébio 65' (k.), 68' | 5:32:3 | Real Madryt · Puskás 17', 23', 38' | Stadion Olimpijski, Amsterdam Widzów: 65.000 Sędzia: Leo Horn |
|            |                                                                              |        |                                    |                                                               |

| Benfica | Real Madryt |

| BENFICA:      |    |                          |
|               |    |                          |
| BR            | 1  | Alberto da Costa Pereira |
| OB            | 2  | Mario João               |
| OB            | 5  | Germano                  |
| OB            | 4  | Angelo Martins           |
| PO            | 3  | Domiciano Cavém          |
| PO            | 6  | Fernando Cruz            |
| NA            | 7  | José Augusto             |
| NA            | 8  | Eusébio                  |
| NA            | 9  | José Águas (k)           |
| NA            | 10 | Mário Coluna             |
| NA            | 11 | António Simões           |
| Trener:       |    |                          |
| Béla Guttmann |    |                          |

| REAL MADRYT: |    |                    |
|              |    |                    |
| BR           | 1  | José Araquistáin   |
| OB           | 2  | Pedro Casado       |
| OB           | 3  | Vicente Miera      |
| OB           | 4  | Felo               |
| OB           | 5  | José Santamaría    |
| PO           | 6  | Pachín             |
| PO           | 7  | Justo Tejada       |
| PO           | 8  | Luis del Sol       |
| PO           | 9  | Alfredo Di Stéfano |
| NA           | 10 | Ferenc Puskás      |
| NA           | 11 | Francisco Gento    |
| Trener:      |    |                    |
| Miguel Muñoz |    |                    |

## Czołowi strzelcy
7 goli
- Heinz Strehl (Nürnberg)
- Bent Løfqvist (B 1913)
- Alfredo Di Stéfano (Real Madryt)
- Ferenc Puskás (Real Madryt)
- Justo Tejada (Real Madryt)

6 goli
- Roger Claessen (Standard)
- Robert Smith (Rangers)
- José Águas (Benfica)

5 goli
- Eusébio (Benfica)
- Rudolf Kučera (Dukla)

4 gole
- Rinus Bennaars (Feyenoord)
- Frans Bouwmeester (Feyenoord)
- Luis del Sol (Real Madryt)
- Terence Dyson (Tottenham)
- Clifford Jones (Tottenham)
- Giuliano Robbiani (Servette)
- José Augusto (Benfica)